# Janet.
janet. è il quinto album di inediti della cantante statunitense Janet Jackson, pubblicato dalla Virgin Records il 18 maggio 1993.
L'album divenne il terzo consecutivo della cantante a raggiungere la numero 1 della Billboard 200 e il suo primo a debuttare direttamente al numero 1 vendendo oltre 350 000 copie nella sua prima settimana, stabilendo un record per le vendite più alte della prima settimana per un'artista femminile in quel momento. Venne certificato 6 volte Disco di platino dalla Recording Industry Association of America (RIAA). Si stima abbia venduto a livello mondiale oltre 14 milioni di copie e circa 20 milioni tra album e relativi singoli.
Dall'album vennero estratti 9 singoli, 6 dei quali raggiunsero la top 10 sulla Billboard Hot 100, inclusi 2 direttamente al numero 1: il singolo di lancio, That's the Way Love Goes, che fruttò inoltre alla cantante un Grammy Award nella categoria Miglior canzone R&B alla cerimonia di consegna dei premi nel 1994, e la ballad Again, che venne invece candidata al Premio Oscar e al Golden Globe, sempre nel 1994, nella categoria Miglior canzone, essendo anche il tema portante del primo lungometraggio con protagonista la Jackson, Poetic Justice.

## Descrizione

### Antefatti
I precedenti due album di Janet Jackson per la A&M Records, Control (1986) e Janet Jackson's Rhythm Nation 1814 (1989), avevano raggiunto la posizione numero 1 nelle classifiche degli Stati Uniti ed erano stati certificati per vendite superiori alle 11 milioni di unità totali. Janet pertanto non era più considerata una cantante rhythm and blues di modesto successo, ma un talento il cui profilo commerciale aveva iniziato a rivaleggiare con quello del più famoso fratello Michael. Alla scadenza del contratto con la A&M, nel 1991, ebbe luogo un'intensa guerra di offerte per i diritti della Jackson, vinta dalla Virgin Records grazie ad un'offerta senza precedenti, che il fondatore dell'etichetta Richard Branson quantificò in 25 milioni di dollari, mentre altre fonti parlarono di 40 milioni. Sulla scia di quel patto anche il fratello Michael Jackson rinegoziò lo stesso anno il suo con la Sony Music per una somma ancora maggiore, che si aggirava tra gli 800 milioni e il miliardo di dollari. Di fronte alla storia commerciale della Jackson e all'enorme impegno della Virgin, le aspettative per il suo successivo album erano pertanto molto alte.

### Contenuti

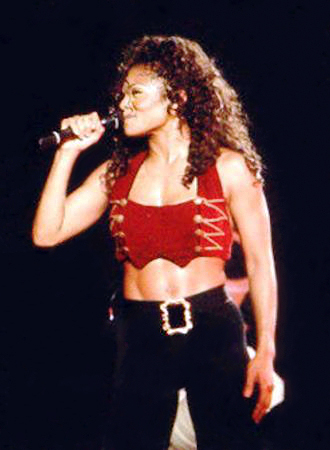
Janet Jackson sul palco durante il tour promozionale per l'album janet..

Con questo album l'artista decise di produrre un lavoro più intimistico ed eclettico del precedente Rhythm Nation 1814. Laddove Rhythm Nation era dedicato a tematiche di interesse politico e sociale quali le discriminazioni nei confronti delle persone di colore o la mancata istruzione dei bambini poveri, janet. fu votato all'esplorazione del sé e soprattutto della propria sessualità. Molte delle canzoni dell'album e alcuni degli interludi che collegavano le tracce, diventati dal precedente disco un tratto stlistico dell'artista, aprivano uno spiraglio sulla vita privata della cantante, che nel 1991 aveva sposato l'attore-produttore René Elizondo, le mani del quale erano presenti, a coppa sul seno nudo della moglie, su una versione non ritagliata della foto di copertina apparsa sia nella 2-Disc Limited Edition dell'album che sulla rivista Rolling Stone nel settembre 1993, suscitando grande scalpore.
Il singolo di lancio, That's the Way Love Goes, rappresentava al meglio questo concetto; il brano, infatti, parla del superamento delle barriere concettuali nel sesso tra due persone innamorate. Sulla stessa scia If e Any Time, Any Place, entrambi pubblicati come singoli. If narra della passione che la protagonista della canzone prova nei confronti di un uomo e della sua voglia di superare ogni inibizione in ambito sessuale. I desideri e le fantasie cantate, però, sono destinate a rimanere tali in quanto all'oggetto del desiderio «non importa nulla», racconta Janet.
La critica lodò molto il pezzo per avere ribaltato il luogo comune della donna-oggetto passivo del desiderio, in particolar modo quella di colore, rappresentando se stessa come essere desiderante e rendendo l'uomo altrettanto oggetto passivo delle sue attenzioni. Any Time, Any Place descriveva invece gli amoreggiamenti della popstar e dell'amato in pubblico: la cantante cantava «A me non frega nulla di quello che dicono, a me non frega nulla di quello che pensano». Le barriere venivano dunque superate passando noncurantemente all'azione.
All'interno del lavoro si parlava però anche di tensioni sociali, com'era successo nell'album Rhythm Nation 1814: nel brano New Agenda, infatti, la cantante esortava tutte le donne di colore ad istruirsi per non essere succubi degli uomini e dei pregiudizi sociali: «La Storia mi è tenuta segreta, per tenere segreta la mia identità», esclama Janet. La sua attenzione non era dunque rivolta, in questa occasione, alla lotta ai pregiudizi contro i neri in generale, ma più specificamente a quella nei confronti delle donne di colore.
Musicalmente il lavoro presentava un amalgama di diversi stili, oscillando da brani di rhythm and blues contemporaneo con forti echi soul (That's the Way Love Goes, Any Time, Any Place) a ibridazioni con l'hip hop (New Agenda), a brani con influenze rock (What'll I Do), alla dance (Throb), al pop puro dell'uptempo Whoops Now, alla ballata tradizionale Again. In questo senso janet. era sicuramente il disco più eclettico pubblicato dall'artista fino ad allora.

## Promozione

### Singoli e videoclip
Il singolo di lancio fu That's the Way Love Goes, che divenne uno dei singoli di maggior successo della carriera della cantante. Il brano rimase alla posizione numero 1 della classifica statunitense dei singoli pop per otto settimane, e per quattro settimane all'apice delle classifiche rhythm and blues, e divenne il secondo Disco di platino della Jackson. Fu il primo dei sei singoli estratti dall'album a conquistare i primi dieci posti in classifica.
Il videoclip è d'ispirazione hippie e vede Janet insieme ad alcuni amici, tra i quali una giovane e ancora sconosciuta Jennifer Lopez, ascoltare musica e conversare con degli incensi accesi, in un'atmosfera molto rilassata, mentre alcune coppie amoreggiano. Il videoclip è l'esplicazione visiva del concetto che è alla base della canzone.
Il 2º singolo fu If, un brano dalle sonorità rock, che narra del desiderio di conquistare uno sconosciuto, riluttante alle attenzioni della cantante, e del sogno di poter abbattere tutti i preconcetti in materia sessuale. Il videoclip, che riscosse consensi di critica e pubblico, è particolarmente futuristico. In un locale elitario, al quale si accede solo dopo aver pronunciato la parola d'ordine "if", alcune persone stanno avendo incontri sessuali, talvolta anche omosessuali, mentre la popstar balla con dei ballerini su di un palcoscenico con aria decisa ed aggressiva.
Il 3º estratto dall'album fu invece Again, una tradizionale ballata su di un amore perduto. Il video, decisamente più tradizionale rispetto ai primi due, mostra lo struggimento di Janet nel rivedere una VHS con scene di lei in compagnia dell'ex innamorato. Il pezzo negli Stati Uniti si piazzò alla posizione numero 1 nella classifica dei singoli e divenne il brano più radiotrasmesso nel paese, vendendo più di 1 milione di copie in patria. La canzone fu anche utilizzata nella colonna sonora del film Poetic Justice e fu nominata agli Oscar del 1994 nella categoria "Miglior canzone scritta per un film", perdendo in favore di Streets of Philadelphia di Bruce Springsteen, per il film Philadelphia.
Il 4º singolo fu Because of Love, un pezzo dalle sonorità pop più scanzonato e spensierato rispetto agli altri estratti. Arrivò alla decima posizione della classifica Billboard, ma fu il primo a non raggiungere i primi cinque posti dai tempi di The Pleasure Principle del 1987. Il video propone principalmente immagini di repertorio dal janet. World Tour, sia dietro le quinte che sul palco.
Seguì Any Time, Any Place, un raffinato brano dalle sonorità soul, che parla della voglia di superare i tabù in campo amoroso. Il brano riscosse approvazione negli Stati Uniti, soprattutto presso le radio rhythm and blues: restò alla posizione numero 1 nelle classifiche delle radio di musica afroamericana per dieci settimane consecutive e raggiunse la posizione numero 2 nella classifica generale dei singoli.
Il successivo singolo estratto fu Throb, solo nei Paesi Bassi il 18 giugno 1994, mentre negli Stati Uniti venne distribuito un singolo promozionale a uso delle radio. Non ne venne mai realizzato un video.
Il 7º fu You Want This, una dichiarazione di forza femminile in campo amoroso, che presenta sonorità hip hop e che contiene un campionamento della canzone Love Child di Diana Ross & The Supremes del 1968. Il video ed esso associato fu girato a Palm Desert, California, e mostra Janet che balla con alcune ballerine in una sorta di gang di sole donne che rimorchiano, e poi umiliano, due ragazzi. Venne girato in bianco e nero e diffuso per la prima volta in questa versione sui canali musicali, mentre una versione ricolorata uscì un mese dopo a fronte di una richiesta della casa discografica, che non riteneva la prima versione sufficientemente attraente.
L'8º e il 9º singolo furono le canzoni Whoops Now, una traccia nascosta dell'album, e What'll I Do, ad essere commercializzate come un unico singolo doppio lato A in Europa, Giappone e Oceania (in Oceania e in alcuni mercati europei la seconda fu stampata anche da sola). Nel primo video, girato in Super 8, la cantante si sta divertendo in vacanza con gli amici, mentre il secondo è tratto da un'esibizione del pezzo dal vivo, durante il janet. World Tour.

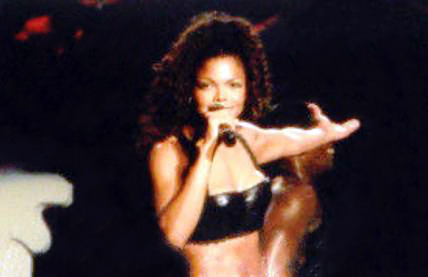
Janet Jackson durante il janet. World Tour.

### Il tour
Il tour promozionale dell'album, il janet. World Tour, partì il 24 novembre 1993 da Cincinnati, negli Stati Uniti, e si concluse circa due anni dopo allo stadio di Wembley, a Londra, il 22 aprile 1995, dopo aver fatto tappa in Nord America, Asia, Australia e Europa. La tournée ebbe un grande successo sia di pubblico che di critica e attraversò quattro continenti e diciotto paesi nell'arco di 17 mesi per un totale di 123 date, diventando lo spettacolo con più tappe, e uno di quelli di maggiore successo, della carriera della cantante fino a quel momento.

## Accoglienza
| Recensione                 | Giudizio |
| -------------------------- | -------- |
| AllMusic                   |          |
| Rolling Stone              |          |
| Christgau's Consumer Guide | A-       |

L'album ricevette critiche particolarmente benevole e positive. La maggior parte dei critici lodò il coraggio di Janet nel ribaltare vecchi stereotipi sulle donne di colore e la capacità di essersi evoluta musicalmente.
Anche il pubblicò accolse favorevolmente il disco, che diventò il suo album più venduto. Il critico musicale Robert Christgau definì l'album una «lussuria fisica» dandogli una valutazione favorevole "A-".
La rivista Rolling Stone ha dichiarato: «Come principessa della Famiglia Reale nera americana, tutto ciò che fa Janet Jackson è importante. Sia proclamarsi responsabile della sua vita, come ha fatto su Control (1986), o comandante in capo di un esercito ritmico che balla per combattere i problemi della società (Rhythm Nation del 1989) [...] e quando annuncia la sua maturità sessuale, come nel suo nuovo album, janet., è un momento culturale» definendo l'album «una transizione significativa, persino rivoluzionaria, nella storia sessuale e nell'iconografia popolare delle donne di colore».
AllMusic ha lodato in particolare le canzoni composte dal duo Jimmy Jam & Terry Lewis dichiarando «il loro contributo è prezioso su tutto, dall'arrabbiata This Time e dall'ipnotica That's the Way Love Goes al sound ispirato agli anni '60 di What'll I Do e alla sociopolitica The New Agenda [...] Ma forse il brano più eccitante del CD è Funky Big Band, che campiona il classico del 1938 di Lionel Hampton I'm in the Mood for Swing, con risultati elettrizzanti».
Il Los Angeles Times dichiarò: «Piuttosto che tentare di fare eco allo sfruttamento sessuale shock di Madonna, la musica e gli atteggiamenti su janet. tendono ad essere esplorazioni più realistiche e convincenti del risveglio sessuale di una giovane donna e molte delle canzoni sono ambientate in un contesto tenero e romantico».
A distanza di anni, l'album continua ad essere lodato dalla critica musicale ed è considerato uno degli album R&B femminili più significativi e di maggior impatto per l'industria musicale statunitense, oltre ad essere un album che ha ispirato molte artiste R&B e pop contemporanee.

## Tracce
Testi e musiche di Janet Jackson, James Harris III e Terry Lewis, eccetto dove indicato.
1. Morning (interlude) – 0:31
2. That's the Way Love Goes – 4:24
3. You Know... (interlude) – 0:12
4. You Want This – 5:05
5. Be a Good Boy... (interlude) – 0:07
6. If – 4:31
7. Back (interlude) – 0:04
8. This Time – 6:58
9. Go on Miss Janet (interlude) – 0:05
10. Throb – 4:33
11. What'll I Do – 4:05 (Janet Jackson, Steve Cropper, Joe Shamwell)
12. The Lounge (interlude) – 0:15
13. Funky Big Band – 5:22
14. Racism (interlude) – 0:08
15. New Agenda – 4:00 (Janet Jackson, James Harris III, Terry Lewis, Chuck D)
16. Love Pt. 2 (interlude) – 0:11
17. Because of Love – 4:20
18. Wind (interlude) – 0:11
19. Again – 3:46
20. Another Lover (interlude) – 0:11
21. Where Are You Now – 5:47
22. Hold on Baby (interlude) – 0:12
23. The Body That Loves You – 5:32
24. Rain (interlude) – 0:18
25. Any Time, Any Place – 7:08
26. Are You Still Up (interlude) – 1:36
27. Sweet Dreams (interlude) – 0:14
28. Whoops Now (hidden track) – 4:59 (Janet Jackson)

Durata totale: 74:45

### Edizioni speciali
Del CD venne stampata un'edizione a doppio disco chiamata 2-Disc Limited Edition sotto forma di un libretto a copertina rigida: il primo disco è identico al CD presente nell'edizione standard, mentre il secondo presenta, oltre ad alcuni remix, l'inedito One More Chance, la versione in francese di Again e una versione della stessa con un arrangiamento composto dal solo pianoforte.

## Classifiche
| Nazione                            | Posizione più alta |
| ---------------------------------- | ------------------ |
| Stati Uniti Billboard 200          | 1                  |
| Stati Uniti Top R&B/Hip-Hop Albums | 1                  |
| Regno Unito                        | 1                  |
| Australia                          | 1                  |
| Austria                            | 7                  |
| Canada                             | 1                  |
| Germania                           | 5                  |
| Italia                             | 11                 |
| Nuova Zelanda                      | 1                  |
| Paesi Bassi                        | 4                  |
| Sudafrica                          | 1                  |
| Svezia                             | 5                  |
| Svizzera                           | 10                 |